# Alchemilla matreiensis
Alchemilla matreiensis är en rosväxtart som beskrevs av S. Fröhner. Alchemilla matreiensis ingår i släktet daggkåpor, och familjen rosväxter. Inga underarter finns listade i Catalogue of Life.